# Survivor Series (1988)
Survivor Series (1988) — второе в истории PPV-шоу Survivor Series, производства американского рестлинг-промоушна World Wrestling Federation (WWF). Шоу прошло 24 ноября 1990 года в «Ричфилд Колизеум» в Ричфилд Тауншип, Огайо, США, второй год подряд. На шоу было проведено четыре матча.
Главным событием стал матч Survivor Series десяти человек между командой под началом «Мега сил» (Халк Хоган и чемпион мира WWF в тяжелом весе Рэнди Сэвидж) и командой под началом «Башен-близнецов» (Аким и Биг Босс Мен). В матче выжили Хоган и Сэвидж.

## Результаты
| № | Результаты | Условия              | Время |
| - | --- | -------------------- | ----- |
| 1 | Последний воин, Брутус Бифкейк, Сэм Хьюстон, Блю Блейзер и Джим Брунзелл победили Хонки Тонк Мэна, Рона Басса, Дэнни Дэвиса, Грега Валентайна и Бэд Ньюс Брауна (с Джимми Хартом) | Матч Survivor Series | 17:50 |
| 2 | «Силы боли» (Варлорд и Варвар), «Рокеры» (Шон Майклз и Марти Джаннетти), «Британские бульдоги» (Дэйви Бой Смит и Динамит Кид), «Основание Хартов» (Брет Харт и Джим Нейдхарт) и «Молодые жеребцы» (Пол Рома и Джим Пауэрс) победили «Разрушение» (Экс и Смэш), «Мозголомов» (Арн Андерсон и Талли Бланшар), «Большевиков» (Николай Волков и Борис Жуков), «Сказочных Ружо» (Жак и Раймонд) и «Конкистадоров» (Уно и Дос) (с Мистером Фудзи, Бобби Хинаном, Сликом и Джимми Хартом) | Матч Survivor Series | 42:12 |
| 3 | Андре Гигант, Рик Руд, Дино Браво, Мистер Совершенство и Харли Рейс (с Бобби Хинаном и Френчи Мартином) победили Джима Даггана, Джейка Робертса, Скотта Кейси, Кена Патеру и Тито Сантану | Матч Survivor Series | 30:03 |
| 4 | Халк Хоган, Рэнди Сэвидж, Геркулес, Коко Б. Уэйр и Хиллбилли Джим (с Мисс Элизабет) победили Акима, Биг Босс Мена, Теда Дибиаси, Хаку и Красного Петуха (со Сликом, Бобби Хинаном и Вирджилом) | Матч Survivor Series | 29:10 |
|   | |                      |       |